# Claude Moraes
Pour les articles homonymes, voir Moraes.
Claude Ajit Moraes, né le 22 octobre 1965 à Aden, est un homme politique britannique, membre du Parti travailliste. Il est député européen de 1999 à 2020 et membre de la chambre des lords depuis le 15 janvier 2025.

## Biographie
Né au Yémen de parents indiens, il s'installe en Écosse alors qu'il a 4 ans.
Élu en 1999, il est réélu en 2004, en 2009, en 2014 et en 2019. Il fait partie du groupe de l'Alliance progressiste des socialistes et démocrates au Parlement européen. Il est membre de la Commission des libertés civiles, de la justice et des affaires intérieures.
Le 5 septembre 2013, il est nommé rapporteur du Comité d'enquête sur la surveillance électronique de masse de citoyens de l'Union européenne du Parlement européen, créé à la suite des nombreuses révélations d'Edward Snowden sur les programmes de surveillance de la National Security Agency.
Son aide est également sollicitée en 2015 par la Fédération internationale de rugby à XIII  dans le dossier qui oppose cette dernière au Maroc, qui interdit la pratique du rugby à XIII sur son territoire.
Le 15 janvier 2025, il est fait pair à vie et entre à la Chambre des Lords.

## Décorations
- Ordre de l'Empire britannique à titre civil : Officier (2020)